# Kōta
Kōta (japanska: 幸田町?, Kōta-chō) är en landskommun i Aichi prefektur i Japan. Kommunen ligger cirka 40 km sydost om centrala Nagoya.